# ديل دي
ديل دي (بالإنجليزية: Dale Dye)‏ مواليد 8 أكتوبر 1944 في كاب جيراردو، هو ممثل أمريكي بدأ مسيرته الفنية سنة 1986. امتدت مسيرته الفنية لأكثر من 30 عاما.

## الأعمال
- فصيلة
- ولد في الرابع من يوليو
- طيور النار
- جي اف كي
- تحت الحصار
- جاردينج تس
- قتلة بالفطرة
- السماء الزرقاء
- مهمة مستحيلة
- إنقاذ الجندي رايان

## الجوائز
- ميدالية النجمة البرونزية
- وسام القلب الأرجواني

## وصلات خارجية
- ديل دي على موقع IMDb (الإنجليزية)
- ديل دي على موقع ألو سيني (الفرنسية)
- ديل دي على موقع أول موفي (الإنجليزية)
- ديل دي على موقع قاعدة بيانات الأفلام السويدية (السويدية)
- ديل دي على موقع إن إن دي بي (الإنجليزية)
- ديل دي على موقع قاعدة بيانات الفيلم (الإنجليزية)
- ديل دي على موقع كينوبويسك (الروسية)
- الموقع الرسمي